# Madridejos (kommunhuvudort i Spanien, Kastilien-La Mancha, Province of Toledo, lat 39,47, long -3,53)
Madridejos är en kommunhuvudort i Spanien.   Den ligger i provinsen Toledo och regionen Kastilien-La Mancha, i den centrala delen av landet, 110 km söder om huvudstaden Madrid. Madridejos ligger 693 meter över havet och antalet invånare är 11 404.
Terrängen runt Madridejos är platt. Runt Madridejos är det ganska glesbefolkat, med 22 invånare per kvadratkilometer. Madridejos är det största samhället i trakten. Omgivningarna runt Madridejos är i huvudsak ett öppet busklandskap.